# François Jacques (homme politique)
Pour les articles homonymes, voir François Jacques (historien).
François Jacques, né le 27 mars 1970 à Lac-Mégantic, est un ambulancier, thanatologue et homme politique québécois. Il est député à l'Assemblée nationale du Québec de la  circonscription de Mégantic depuis 2018 sous la bannière de la Coalition avenir Québec.

## Biographie
François Jacques naît le 27 mars 1970 à Lac-Mégantic.

### Études (1995-1998)
Il réussit une attestation d'études collégiales en techniques ambulancières au Collège Ahuntsic en 1995, puis un DEC en techniques de thanatologie au Collège de Rosemont en 1998.

### Vie professionnelle et communautaire (1995-2018)
Il est ambulancier de 1995 à 2005. À partir de 1992, il est vice-président au centre funéraire Jacques et fils, avant de devenir thanatologue au même centre funéraire en 1998. Il quitte ses fonctions en 2018 après son élection,.
Il a été conseiller municipal à Lac-Mégantic et directeur des opérations au club de hockey l'Isothermic de Thetford Mines.

### Député
Il est élu député de Mégantic à l'Assemblée nationale du Québec lors des élections générales québécoises de 2018. Il est président de séance de novembre 2018 à septembre 2019. De plus, il siège à la Commission de l'administration publique et à la Commission des relations avec les citoyens de novembre 2018 à octobre 2019.
Il est l'adjoint parlementaire de la ministre des Affaires municipales et de l'Habitation Andrée Laforest depuis septembre 2019.
Il siège à la Commission de l'aménagement du territoire et à la commission de l'économie et du travail depuis octobre 2019.
En mars 2019, il commence à siéger à la Commission spéciale sur l’évolution de la Loi concernant les soins de fin de vie et devient vice-président de la Délégation de l’Assemblée nationale pour les Relations avec le Nouveau-Brunswick.
Il supervise un comité visant à gérer la distribution de 19 millions de dollars canadiens à Lac-Mégantic liés au recours collectif de l'accident ferroviaire du 6 juillet 2013.
François Jacques est réélu lors des élections du 3 octobre 2022.
Le 17 avril 2024, il est nommé président du caucus du gouvernement remplaçant Mario Laframboise qui est devenu whip en chef du gouvernement.

## Résultats électoraux
|                                                                                               | Nom                        | Parti            | Nombre de voix | %      | Maj.  |
| --------------------------------------------------------------------------------------------- | -------------------------- | ---------------- | -------------- | ------ | ----- |
|                                                                                               | François Jacques (sortant) | Coalition avenir | 12 973         | 46,2 % | 6 721 |
|                                                                                               | Mathieu Chenard            | Conservateur     | 6 252          | 22,3 % | -     |
|                                                                                               | Marilyn Ouellet            | Québec solidaire | 3 592          | 12,8 % | -     |
|                                                                                               | André Duncan               | Parti québécois  | 3 588          | 12,8 % | -     |
|                                                                                               | Eloïse Gagné               | Libéral          | 1 604          | 5,7 %  | -     |
|                                                                                               | André Giguère              | Parti 51         | 89             | 0,3 %  | -     |
| Total                                                                                         | Total                      | Total            | 28 098         | 100 %  |       |
| Le taux de participation lors de l'élection était de 70,4 % et 397 bulletins ont été rejetés. |                            |                  |                |        |       |

|                                                                                               | Nom              | Parti               | Nombre de voix | %      | Maj.  |
| --------------------------------------------------------------------------------------------- | ---------------- | ------------------- | -------------- | ------ | ----- |
|                                                                                               | François Jacques | Coalition avenir    | 12 593         | 47,5 % | 7 336 |
|                                                                                               | Robert G. Roy    | Libéral             | 5 257          | 19,8 % | -     |
|                                                                                               | Andrée Larrivée  | Québec solidaire    | 4 228          | 16 %   | -     |
|                                                                                               | Gloriane Blais   | Parti québécois     | 3 325          | 12,6 % | -     |
|                                                                                               | Sylvain Dodier   | Vert                | 809            | 3,1 %  | -     |
|                                                                                               | Richard Veilleux | Citoyens au pouvoir | 281            | 1,1 %  | -     |
| Total                                                                                         | Total            | Total               | 26 493         | 100 %  |       |
| Le taux de participation lors de l'élection était de 69,2 % et 377 bulletins ont été rejetés. |                  |                     |                |        |       |